# Farfalle
Farfalle (« papillons » en italien) est un type de pâtes à semoule de blé dur originaire d'Italie. Ce type de pâtes se retrouve sous différentes tailles et parfois couleurs pour les versions industrielles les plus fantaisistes. D'origine indéterminée, on les trouve aussi sous le nom de nocchette dans les Pouilles et les Abruzzes, nocheredde en Calabre, sciancon dans le Piémont, fiocchetti en Ombrie.